# Vardenis
Vardenis (armeană Վարդենիս) este un oraș din Provincia Gegharkunik, Armenia.

## Personalități născute aici
- Taguhi Tovmasian (n. 1982), politician.